# Festival de Cannes 2015

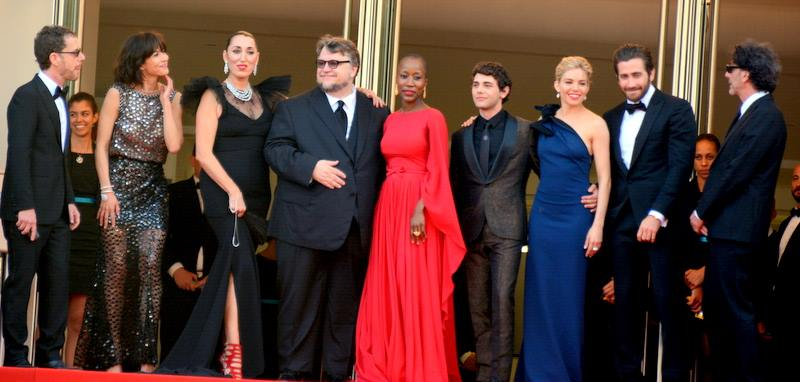
Indicados Festival de Cannes 2015.

Festival de Cannes 2015 foi a sexagésima oitava edição do Festival de Cinema de Cannes, realizada de 13 a 24 de maio de 2015. Joel e Ethan Coen foram escolhidos presidentes do júri para a competição principal, sendo a primeira vez que duas pessoas ocupam essa função. O ator francês Lambert Wilson foi o anfitrião das cerimônias de abertura e encerramento.
A Palme d'Or foi concedida ao filme francês Dheepan, dirigido por Jacques Audiard. Durante a entrega do prêmio, Audiard disse: "receber um prêmio dos Irmãos Coen é algo muito excepcional. Estou muito emocionado".
O cartaz do festival contou com a estrela de Hollywood e atriz sueca Ingrid Bergman, fotografada por David Seymour. O cartaz foi escolhido para homenagear a carreira de Bergman, que foi presidente do júri no Festival de Cannes 1973. Como parte da homenagem a Bergman, o documentário sueco Ingrid Bergman: Em Suas Próprias Palavras foi exibido em uma das sessões do Cannes Classics.
Standing Tall, dirigido por Emmanuelle Bercot, abriu a cerimônia. Este foi o segundo filme de abertura do festival dirigido por uma mulher, depois de A Man in Love por Diane Kurys que abriu o Festival de Cannes 1987. Ice and the Sky, dirigido por Luc Jacquet, foi o filme de encerramento do festival. Os dois foram selecionados pela importância dos temas tratados — Standing Tall fala sobre o massacre de Charlie Hebdo e Ice and the Sky demonstra a preocupação com o futuro do planeta.

## Comissão jurídica

### Longas-metragens
- Ethan Coen, cineasta estadunidense(Presidente)[14]
- Joel Coen, cineasta estadunidense(Presidente)
- Guillermo del Toro, cineasta mexicano
- Jake Gyllenhaal, ator estadunidense
- Rokia Traoré, cantora e compositora maliana
- Rossy de Palma, atriz espanhola
- Sienna Miller, atriz estadunidense
- Sophie Marceau, atriz e cineasta francesa
- Xavier Dolan, ator e cineasta canadense

## Prêmios

### Seleção oficial
Em Competição
- Palma de Ouro – Dheepan por Jacques Audiard
- Grand Prix – Saul Fia por László Nemes
- Prêmio de direção – Hou Hsiao-hsien por Cìkè Niè Yinniáng
- Prêmio de Roteiro - Michel Franco por Chronic
- Prêmio de interpretação feminina
  - Emmanuelle Bercot por Mon Roi
  - Rooney Mara por Carol
- Prêmio de interpretação masculina – Vincent Lindon por La Loi du Marché
- Prêmio do júri - The Lobster por Yorgos Lanthimos